# Gangoh
Gangoh is een stad en gemeente in het district Saharanpur van de Indiase staat Uttar Pradesh. De stad ligt ongeveer 125 kilometer ten noorden van de metropool Delhi.

## Demografie
Volgens de Indiase volkstelling van 2001 wonen er 53.947 mensen in Gangoh, waarvan 55% mannelijk en 45% vrouwelijk is. De plaats heeft een alfabetiseringsgraad van 40%.